# Cherchera abatesella
Cherchera abatesella is een vlinder uit de familie snuitmotten (Pyralidae). De wetenschappelijke naam van deze soort is voor het eerst geldig gepubliceerd in 1932 door Dumont.
De soort komt voor in tropisch Afrika.